# Beurer (azienda)
La Beurer GmbH è un'azienda tedesca di tecnologia medica ed elettrodomestici con sede a Ulma. Produce dal 1919 in Germania.

## Storia
Venne fondata nel 1919 da Käthe e Eugen Beurer a Ulm. I prodotti furono cuscini termici e asciugacapelli. Nel secondo dopoguerra avvenne la rifondazione assieme al figlio Bernhard Beurer. Nel 1952 iniziò la produzione di coperte termiche (scaldaletto).
Nel 1987 iniziò per opera di diversificazione, la produzione di apparecchi elettrici in ambito sanitario. Data la notevole quota di esportazione, venne creata in Ungheria la  Beurer Hungaria Kft nel 1992.
Dal 2005 inizia la produzione di prodotti per bellezza e fitness. Nel 1999 viene acquisita la britannica Winterwarm Holding Ltd di Birmingham, chiusa poi nel 2005.
Nel 2007 inizia la produzione di apparecchi per la misurazione della glicemia, con la divisione „Beurer medical“.
Al 2008 l'assortimento di prodotti prevedeva anche prodotti per bambini e neonati, come termometri e altro. Dal 2011 i prodotti per capelli sono a nome di „Udo Walz by Beurer“.
Dal 2013 inizia la produzione di prodotti a tecnologia „Connect“, con bilance pesapersone, sfigmomanometri e pulsossimetri connessi in rete.

## Struttura societaria
Beurer possiede le seguenti società:
- Hans Dinslage GmbH, dal 1964[8] 100 %, Hans Dinslage GmbH a marchio SANITAS.
- Beurer Hungaria Kft., dal 1992, Veszprém, al 90 %
- Beurer France SAS, dal 2011
- Beurer Italia SRL, dal 2009, 100 %
- Beurer Medical Italia SRL, dal 2012
- Beurer Far East Limited, Hong Kong,[9] 100 %
- Beurer North America LP, dal 2010, 100 %
- Beurer Medical Hungaria Kft, dal 2015
- Beurer Shanghai, dal 2018
- Beurer Turkey Medical, dal 2018
- Beurer Schweiz, dal 2019
- Beurer India, dal 2019
- Beurer Polen, dal 2019
- Medel, dal 2015